# Гленко (Міннесота)
Гленко (англ. Glencoe) — місто (англ. city) в США, в окрузі Маклеод штату Міннесота. Населення — 5744 особи (2020).

## Географія
Гленко розташоване за координатами 44°46′14″ пн. ш. 94°8′54″ зх. д. / 44.77056° пн. ш. 94.14833° зх. д. (44.770581, -94.148361).  За даними Бюро перепису населення США в 2010 році місто мало площу 8,35 км², з яких 8,34 км² — суходіл та 0,02 км² — водойми.

## Демографія
Згідно з переписом 2010 року, у місті мешкала 5631 особа в 2220 домогосподарствах у складі 1467 родин. Густота населення становила 674 особи/км².  Було 2424 помешкання (290/км²).
Расовий склад населення:
| - 92,0 % — білих - 0,8 % — азіатів - 0,6 % — корінних американців - 0,6 % — чорних або афроамериканців - 4,8 % — осіб інших рас |

До двох чи більше рас належало 1,2 %. Частка іспаномовних становила 14,8 % від усіх жителів.
За віковим діапазоном населення розподілялося таким чином: 26,2 % — особи молодші 18 років, 56,7 % — особи у віці 18—64 років, 17,1 % — особи у віці 65 років та старші. Медіана віку мешканця становила 37,7 року. На 100 осіб жіночої статі у місті припадало 94,3 чоловіків;  на 100 жінок у віці від 18 років та старших — 92,0 чоловіків також старших 18 років.
Середній дохід на одне домашнє господарство  становив 56 785 доларів США (медіана — 48 276), а середній дохід на одну сім'ю — 65 615 доларів (медіана — 63 009). Медіана доходів становила 46 071 долар для чоловіків та 37 621 долар для жінок. За межею бідності перебувало 15,2 % осіб, у тому числі 27,7 % дітей у віці до 18 років та 3,9 % осіб у віці 65 років та старших.
Цивільне працевлаштоване населення становило 2666 осіб. Основні галузі зайнятості: виробництво — 25,9 %, освіта, охорона здоров'я та соціальна допомога — 20,9 %, роздрібна торгівля — 10,7 %, мистецтво, розваги та відпочинок — 9,5 %.